# Chandameta-Butaria
Chandameta-Butaria é uma cidade e uma nagar panchayat no distrito de Chhindwara, no estado indiano de Madhya Pradesh.

## Demografia
Segundo o censo de 2001, Chandameta-Butaria tinha uma população de 16 937 habitantes. Os indivíduos do sexo masculino constituem 52% da população e os do sexo feminino 48%. Chandameta-Butaria tem uma taxa de literacia de 71%, superior à média nacional de 59,5%; a literacia no sexo masculino é de 77% e no sexo feminino é de 64%. 12% da população está abaixo dos 6 anos de idade.